# Opsiphanes pseudocassiae
Opsiphanes pseudocassiae är en fjärilsart som beskrevs av Hans Fruhstorfer 1907. Opsiphanes pseudocassiae ingår i släktet Opsiphanes och familjen praktfjärilar. Inga underarter finns listade i Catalogue of Life.